# In-A-Gadda-Da-Vida (canção)
In-A-Gadda-Da-Vida é uma peça de rock psicodélico épico de 17 minutos da banda norte-americana Iron Butterfly, lançado em 1968 e que deu nome ao álbum homônimo do grupo.
Gravada nos estúdios Ultrasonic, em Nova York, em 27 de maio de 1968, a canção, que ocupa todo o lado B do disco com seus mais de dezessete minutos de duração e foi escrita pelo cantor e tecladista Doug Ingle, é considerada pela VH1 como a 24.ª melhor música de hard rock de todos os tempos e chegou à 30.ª posição do Billboard Hot 100 daquele ano, mesmo com a anomalia de ser um single com mais de quatro vezes a duração dos singles normais. Vendeu até hoje mais de três milhões de cópias como single.
A canção figura ainda na 19.ª posição da lista "100 Maiores One-Hit Wonders da história da música", elaborado pela VH1 em 2002.

## Importância no rock
A música é considerada significante na história porque, junto com a versão de Summertime Blues do Blue Cheer, Voodoo Child de Jimi Hendrix e Born to be Wild do Steppenwolf - que contém a expressão 'heavy-metal thunder' em sua letra, a primeira vez que 'heavy metal' aparecia numa letra do rock 'n' roll - contém a raiz do ritmo pesado que levaria ao estabelecimento do que seria anos depois conhecido como heavy metal.
Outro fato da importância da música na história do rock, foi que In-A-Gadda-Da-Vida quebrou o padrão de músicas executadas por rádios FM nos Estados Unidos, até então com duração padrão de até três ou no máximo quatro minutos, com todos os seus dezessete minutos sendo primeiro tocados por DJs de rádios alternativas e depois pela mídia radiofônica em geral no país, estabelecendo um novo caminho para as composições do rock.
Uma das mais emblemáticas músicas da era do acid rock, quase toda instrumental em sua longa duração, a canção - uma corruptela vocal do título original In the Garden of Eden, que, reza a lenda do rock & roll, eles não conseguiam pronunciar corretamente por estarem drogados ou bêbados durante a gravação   - foi gravada apenas para encher o tempo de estúdio, enquanto ela esperava pela chegada do produtor do disco e acabou transformando-se em sua música mais emblemática, seu maior sucesso comercial e um ícone dos anos do rock psicodélico.